# Solpathana
Solpathana (nepalski: सोल्पाठाना) – gaun wikas samiti w środkowej części Nepalu  w strefie Dźanakpur w dystrykcie Sindhuli. Według nepalskiego spisu powszechnego z 2001 roku liczył on 387 gospodarstw domowych i 2256 mieszkańców (1168 kobiet i 1088 mężczyzn).